# Versengold
Versengold est un groupe allemand de folk rock, originaire de Brême.

## Histoire
Versengold est fondée en 2003 dans la ville natale du chanteur Malte Hoyer, Osterholz-Scharmbeck près de Brême. Le groupe, fondé comme un projet de loisir, est composé du duo fondateur Carolin Fährmann et Malte Hoyer, qui jouent également du cistre et de la vielle à roue, complétés par le percussionniste Jan Schröder et le violoniste Arndt Rathien. Le quatuor fait partie de la scène du jeu de rôle grandeur nature et des fêtes médiévales en termes de contenu et de musique. Le 14 octobre 2005, le premier album Hoerensagen sort. Sur le deuxième album Allgebraeu, sorti le 15 avril 2006, Thomas Heuer est un musicien invité. Jan Schröder et Arndt Rathjen partent en 2008 et l'album Ketzerey est enregistré le 21 mai 2008 avec le percussionniste Thomas Heuer et le violoniste Alexander Willms. Après l'achèvement de l'album, Carolin Fährmann quitte aussi le groupe, la soprano est remplacée par les invités Martje Saljé (chant et guitare) et Maren-Mechthild Meyer-Wünsch (chant, cistre, flûtes, bodhrán). Les trois membres restants du groupe Hoyer, Heuer et Willms décident de la séparation du groupe et de produire un dernier album en tant que trio entièrement masculin. Pendant la production, Florian Janoske et Daniel Gregory sont invités en 2011. Le groupe sort l'album Dreck am Stick le 18 janvier 2011. Par la suite, Janoske et Gregory deviennent membres à part entière du groupe et le groupe continue à jouer en tant que quintette entièrement masculin.
Le groupe devient plus professionnel au fil des ans, le style change également, d'abord vers des éléments celtiques, puis le rock et le folk sont mis en avant. Versengold se produit au Wacken Open Air 2013, suivi immédiatement de la sortie de l'album Im Namen des Folkes le 4 août 2013. Le 31 août 2013, Versengold joue avec Die Kammer, Lyriel et Fiddler's Green en première partie de Schandmaul devant 10 000 personnes.
En 2015, Sean Lang à la batterie et Eike Otten à la basse rejoignent le groupe. L'album Zeitlos, sorti avec cette formation le 31 juillet 2015, entre dans les charts allemands et est présenté dans une tournée. En plus d'une autre apparition au Wacken Open Air, le groupe joue dans d'autres festivals : Summer Breeze, Rockharz, M'era Luna, Open Flair, Greenfield… La même année, le groupe sort son premier album live Live 2015. Ce n'est qu'en 2016 que le DVD Live in Hamburg, enregistré au Gruenspan en 2015, paraît et contient une contribution invitée de Katja Moslehner (Faun).
En 2017, l'album Funkenflug sort et atteint la deuxième place des ventes allemandes. Les membres abandonnent leurs noms de scène. La même année, Thomas "Pinto" Heuer quitte le groupe. Les 26 et 27 octobre 2018, Versengold célèbre son 15e anniversaire de groupe avec deux concerts à Hambourg devant 3 500 spectateurs au Große Freiheit 36, il accueille un certain nombre de musiciens invités tels que Schandmaul ou Subway to Sally. Le concert est enregistré et publié en édition limitée sur Blu-ray.
En raison de l'épidémie de Covid-19, le groupe donne des concerts sur Internet. Le 29 janvier 2022, le concert de la sortie de l'album Was kost die Welt est en ligne. Cet album devient numéro un des ventes en Allemagne le 4 février 2022.

## Discographie
Albums
- 2005 : Hoerensagen
- 2006 : Allgebraeu
- 2008 : Ketzerey
- 2012 : Im Namen des Folkes
- 2015 : Zeitlos
- 2017 :  Funkenflug
- 2019 : Nordlicht
- 2022 : Was kost die Welt
- 2023 : Lautes Gedenken

Apparitions d'invites
- 2025 : 'Saltatio Mortis - Weltenwanderer – Von Träumen & Krawall - Chant d'invite sur Spielmannsschwur (United)